# Rafflesia speciosa
Rafflesia speciosa este o specie de plante parazite din genul Rafflesia, familia Rafflesiaceae, ordinul Malpighiales, descrisă de Barcelona și Fernando. Conform Catalogue of Life specia Rafflesia speciosa nu are subspecii cunoscute.